# Hydramnios
L'hydramnios (aussi appelé « polyamnios », « polyhydramnios ») est un excès de liquide amniotique pendant la grossesse.
Chez l'être humain, l'hydramnios se définit par la mesure de l'index amniotique. Un index supérieur à 25 cm établit le diagnostic.

## Causes
Le diabète maternel expliquerait environ 20 % des cas observés.
Dans 20 % à 40 % des cas un excès de liquide amniotique serait relié à une malformation fœtale, l'atrésie de l'œsophage. Normalement, le fœtus avale une certaine quantité de liquide amniotique qui est métabolisée dans son organisme durant toute la grossesse. En l'absence de réflexes normaux du fait d'un œsophage borgne, la déglutition est impossible et le liquide s'accumule dans le sac amniotique.
Les autres causes incluent les malformations fœtales et anomalies génétiques, la multiparité, l'anémie fœtale et d'autres causes plus rares comme une infection virale fœtale (parvovirus B19, rubéole, cytomégalovirus mais aussi toxoplasmose et syphilis), le syndrome de Bartter, des problèmes neuromusculaires ou une hypercalcémie maternelle.

## Traitements
Un risque d'accouchement prématuré est possible car la rupture des membranes est favorisée par la distension. L'amniocentèse permet de diminuer ce risque et de soulager la mère.